# Bahía de Almejas
La bahía de Almejas es una bahía en México. La misma se encuentra sobre la costa del Océano Pacífico en Baja California Sur.
La bahía de Almejas se encuentra a 25 km al sur de la bahía de Magdalena, estando ambas bahías separadas por el canal de Marcy sobre el cual se encuentra Puerto Alcatraz. En el extremo sur de la bahía se encuentra la isla de Creciente, y el canal de Rehúsa, que comunica la bahía con el océano Pacífico. Existen una serie de bajíos de arena, que bordean la parte norte y este de la bahía de Almejas.
Sobre la bahía se encuentran los siguientes poblados: Puerto Datil, Puerto Cortez, Las Cuevitas, Puerto Charley y El Cayuco.

## Pesca
En forma conjunta la pesca en la bahía de Almejas y la bahía de Magdalena representa casi el 30% de la producción pesquera total de México. Siendo esta una de las zonas más importantes para la pesca ribereña e industrial. Sus amplios manglares permiten el establecimiento de un ecosistema que permite el desarrollo de numerosas especies dentro de la cadena alimenticia marina. 
En esta zona la captura es de unas 50,000 ton/año de sardinas y 20,000 ton/año de picudos y túnidos, marlín, y pez espada. La pesca ribereña se concentra en la captura de almejas, camarón azul y camarón café, jaiba, lenguado, lisa, botete, corvinas y mero.